# At-Ta’i
Abu Bakr ʿAbd al-Karīm ibn al-Faḍl (arab. ‏أبو بكر عبد الكريم بن الفضل‎), znany bardziej pod królewskim tytułem al-Ṭāʾiʿ liʾllāh/biʾllāh (arab. ‏الطائع لله\بالله‎, "Ten, który przestrzega rozkazów Boga"; ur. ok. 929 w Bagdadzie, zm. 3 sierpnia 1003 tamże) – dwudziesty czwarty kalif dynastii Abbasydów.

## Życiorys
Abd al-Karim urodził się około 929 roku w Bagdadzie. Jego ojcem był dwudziesty trzeci kalif dynastii Abbasydów Al-Muti, a matką konkubina ojca greckiego pochodzenia imieniem Utb. Wygląd At-Ta’ia charakteryzował się wydatnym nosem i tworzą naznaczoną ospą.
W 974 roku doszło do zamachu stanu, na którego czele stał Sabuktakin, turecki dowódca w służbie dynastii Bujidów. Al-Muti opuścił Bagdad wraz z członkami klanu Bujidów, ale Sabuktakin zmusił go do powrotu i uwięził w swoim pałacu. W podeszłym wieku i ze sparaliżowaną prawą stroną ciała po udarze w 970 roku, Al-Muti został nakłoniony do abdykacji, podając jako pretekst swój stan zdrowia. At-Ta’i został mianowany kalifem 5 sierpnia 974 roku. Była to pierwsza sukcesja kalifatu z ojca na syna od czasów Al-Muktafiego w 902 roku.
Baha al-Daula, ówczesny emir Iraku, został pozbawiony pieniędzy na opłacenie armii i za radą szefa kancelarii Abu’l-Hasana ibn al-Mu’allima postanowił obalić At-Ta’ia, aby przejąć skarb kalifa. W trakcie zaplanowanej audiencji ludzie Baha al-Daula pojmali kalifa, co miało miejsce 22 listopada 991 roku. Podczas gdy pałac kalifa został splądrowany, kalif został owinięty w szatę i przyprowadzony do rezydencji emira, gdzie został aresztowany.
At-Ta’i pozostał aresztowany do września 992 roku, kiedy pozwolono mu przenieść się do pałacu kalifa. Pomimo wcześniejszych różnic, Al-Kadir traktował go dobrze. W odróżnieniu od poprzednich kalifów, At-Ta’i nie został oślepiony i był traktowany, jak traktowano panującego kalifa.
22 listopada 991 roku następcą At-Ta’ia został mianowany jego kuzyn Abu’l-Abbas Ahmad, znany pod królewskim tytułem Al-Kadir.

### Śmierć
At-Ta’i zmarł 3 sierpnia 1003 roku. Został pochowany naprzeciwko mauzoleum swojej prababci ze strony ojca, Shaghab, w dzielnicy Bagdadu Al-Rusafa, gdzie pochowany został również Ar-Radi i Al-Muti.

## Życie prywatne
At-Ta’i był dwukrotnie żonaty. Jego pierwsza żona nazywała się Shah Zanan bint al-Daula i wziął z nią ślub w 977 roku. Jego druga żona nazywała się Bint Adud al-Daula.